# Breurey-lès-Faverney
 Breurey-lès-Faverney  es una población y comuna francesa, situada en la región de Franco Condado, departamento de Alto Saona, en el distrito de Vesoul y cantón de Port-sur-Saône.

## Demografía
| 434 | 372 | 367 | 420 | 510 | 509 | 521 |
| Para los censos de 1962 a 1999 la población legal corresponde a la población sin duplicidades (Fuente: INSEE [Consultar]) |     |     |     |     |     |     |